# Tour de Çanakkale
El Tour de Çanakkale (en turc Çanakkale Turu) és una competició ciclista per etapes que es disputa a la província de Çanakkale a Turquia. La cursa forma part de l'UCI Europa Tour, amb una categoria 2.2.

## Palmarès
| Any  | Vencedor      | Segon     | Tercer      |
| ---- | ------------- | --------- | ----------- |
| 2015 | Ahmet Akdilek | Mirac Kal | Onur Balkan |